# Thales
Thales Group или Thales S.A. ([talɛs], «Тале́с») — международная промышленная группа, выпускающая информационные системы для авиакосмического, военного и морского применения. Головной офис находится в коммуне Курбевуа под Парижем. Компания имеет офисы более чем в 50 странах, а штат сотрудников насчитывает около 81 тыс. человек. В списке крупнейших публичных компаний мира Forbes Global 2000 за 2022 год Thales заняла 526-е место. По объёму продаж продукции военного назначения (на которую приходится 53 % выручки) компания в 2021 году занимала 16-е место в мире.

## История
Старейший предшественник компании был основан в 1893 году под названием Compagnie Française Thomson-Houston (французский филиал американской электрической корпорации Thomson-Houston, позже сформировавшей General Electric). В 1903 году компания была выкуплена французскими инвесторами, но сохранила название и поддерживала тесные отношения с General Electric до 1950-х годов. Первоначально компания занималась развитием электротранспорта, позже расширила сферу деятельности в бытовую технику и радиооборудование. В 1918 году была создана Compagnie Générale de Télégraphie Sans Fil (CSF, «Компания беспроводного телеграфа»), второй основной предшественник. В 1966 году Thomson поглотила компанию Hotchkiss-Brandt, производителя бытовой техники, а также военной и автомобильной электроники. В 1968 году была образована Thomson-CSF слиянием CSF с электронным бизнесом компании Thomson-Brandt. В 1982 году Thomson, включая её дочернюю структуру Thomson-CSF, была национализирована. В следующем году подразделение телекоммуникационного оборудования было продано Compagnie Générale d’Electricité (современная Alcatel-Lucent). В 1987 году было создано совместное предприятие SGS-Thomson (с итальянской SGS) в сфере производства полупроводников; через 10 лет это предприятие стало самостоятельным и сменило название на STMicroelectronics. В 1989 году было куплено подразделение оборонной электроники Signaal у Philips. В 1998 году компания Thomson-CSF была приватизирована, её основными акционерами стали Alcatel и Groupe Industriel Marcel Dassault; из других активов Thomson была создана компания Thomson Multimedia (позже ставшая Vantiva). В 1999 году было куплено сразу несколько компаний: ADI (Австралия), ADS (ЮАР), Sextant-in-Flight Systems (США) и Avimo (производитель оптики с предприятиями в Сингапуре и Великобритании).
Компания изменила своё название с Thomson-CSF на Thales в декабре 2000 года после приобретения за 1,3 млрд фунтов британской компании Racal Electronics, специализирующейся на разработке военной электроники. Компания была названа в честь древнегреческого философа Фалеса Милетского. В 2001 году было создано совместное предприятие ThalesRaytheonSystems по производству оборонной электроники, партнёром стала американская компания Raytheon.
В 2006 году подразделение продукции для спутниковой навигации было выделено в компанию Magellan Navigation и продано группе инвесторов за 170 млн долларов.
В 2007 году приобретена 25-процентная доля в судостроительной компании DCNS (позже ставшая Naval Group); в 2011 году доля была увеличена до 35 %.
В том же 2007 году куплен контрольный пакет акций во франко-итальянском производителе спутников Alcatel Alenia Space, в связи с этим его название было изменено на Thales Alenia Space.
В 2009 году Dassault Aviation приобрела пакеты акций Alcatel-Lucent и GIMD, став крупнейшим акционером Thales.
В 2017 году куплена компания Gemalto.
В 2021 году японской группе Hitachi продано подразделение транспортной электроники (оно производило сигнальное и контрольное оборудование для железнодорожного и другого наземного транспорта).
В октябре 2024 года закрыта сделка по приобретению у американской корпорации Boeing компании Digital Receiver Technology (DRT), занимающейся разработкой устройств для военного наблюдения. Продукцию DRT используют разведывательные службы США, Министерство обороны США и Министерство внутренней безопасности США для сбора разведывательных данных и предупреждений об угрозах.

## Деятельность
Подразделения по состоянию на 2021 год:
- Аэрокосмическая продукция — производство авионики и другой продукции для авиации, тренажёров для подготовки пилотов, а также телекоммуникационных и других спутников; 28 % выручки.
- Оборона и безопасность — производство радаров и сонаров, оборудования для военных систем связи, решения в сферах кибербезопасности и управления воздушным транспортом; 53 % выручки.
- Цифровая идентификация и безопасность — системы идентификации для банков и платёжных систем, облачные технологии, системы биометрической идентификации, хранение и обработка данных; 19 % выручки.

На Европу в 2021 году пришлось 57 % выручки (в том числе Франция — 28 %, Великобритания — 6 %), на США и Канаду — 12 %, на Австралию и Новую Зеландию — 6 %, на Азию — 13 %, на Ближний Восток — 7 %.
Основные производственные мощности находятся во Франции, Великобритании, Нидерландах, Германии, Италии, Австралии, Канаде и Сингапуре.

## Продукция
Компания Thales занимает третье место в мире по производству бортовых РЛС и систем радиоэлектронной борьбы (РЭБ). Она производит значительную часть компонентов БРЭО для военной авиации. Через фирму Elettronica (в которой Thales имеет 33 % акций) поставляется электроника для истребителя Eurofighter и вертолета NH90. Системы РЭБ, производимые компанией Thales, включают постановщики помех и оборудование радиотехнической разведки (РТР), а также интегрированные комплексы самозащиты для самолётов и вертолетов.
Фирма производит контейнеры с аппаратурой лазерной подсветки целей (второе место по объёмам продаж после Lockheed Martin), обзорно-прицельные системы для самолётов, кораблей и танков, разведывательные дневные и ночные ТВ-камеры (в том числе в контейнерных вариантах), комплексы оптико-электронного противодействия. 100 % этой продукции производится Pilkington Optronics, входящей в состав Thales.

## Собственники и руководство
Основные акционеры (по состоянию на октябрь 2024 года):
- Правительство Франции: 26,60 %
- Dassault Aviation: 26,59 %

Патрис Кейн, род. 7 января 1970 года) — председатель совета директоров и главный исполнительный директор с декабря 2014 года. В компании с 2002 года, до этого работал в различных ведомствах Министерства экономики, финансов и промышленности. Кавалер орденов «За заслуги» (2014 год) и Почётного легиона (2017 год).

## Дочерние компании
Основные дочерние компании и совместные предприятия по состоянию на 2021 год:
- Франция: Thales DMS France SAS; Thales LAS France SAS; Thales Alenia Space (67 %); Thales DIS France SA; Thales Digital Services SAS; Thales Avionics Electrical Systems SAS; Thales AVS France SAS; Naval Group (35 %)
- Германия: Thales Deutschland GmbH; Thales DIS AIS Deutschland GmbH
- Нидерланды: Thales Nederland; Thales DIS Technologies BV
- Великобритания: Thales UK Ltd; Thales DIS UK Ltd
- Канада: Thales Canada Inc.
- США: Thales Avionics Inc.; Thales Defense & Security Inc.; Thales DIS USA, Inc.; Thales DIS CPL USA, Inc.
- Австралия: Thales Australia Ltd[англ.]
- Италия: Thales Italia Chieti Site[англ.]